# Беги без оглядки (фильм, 2006)
«Беги без оглядки» (англ. Running Scared) — немецко-американский криминальный фильм режиссёра Уэйна Крэймера. Премьера картины в США состоялась 24 февраля 2006 года и 13 апреля в Германии.

## Сюжет
Фильм начинается с флешфорварда, показывающего конец фильма. Джоуи Газелл (Пол Уокер) и Олег Югорский (Кэмерон Брайт) едут в автомобиле на большой скорости и едва не сбивают человека на велосипеде. Далее по сюжету показывают события, произошедшие за 18 часов до флешфорварда.
Джоуи, мелкий мафиози из группировки Томми Перелло, присутствует во время сделки по покупке наркотиков, на которой внезапно появляются трое вооруженных грабителей. Завязывается перестрелка, в ходе которой убивают торговцев наркотиками и двух
грабителей. Как выясняется, грабителями были коррумпированные копы. Джоуи получает задание избавиться от двух пистолетов, чтобы скрыть следы преступления. Вместо этого он складирует оружие у себя в подвале дома, где играют в хоккей двое подростков: его сын Ник (Алекс Нойбергер) и друг сына Олег (соседский русский парень).
Во время семейного ужина в доме Джоуи вся семья слышит, как в соседнем доме (где живёт Олег и его семья) раздаётся выстрел. Сначала на это никто не обращает особого внимания, но затем следующий выстрел разбивает окно на кухне. Жена Джоуи Тереза (Вера Фармига) звонит в полицию, а сам Джоуи бежит в соседский дом, для того чтобы разобраться, что к чему. Выясняется, что Олег скрылся и что он, защищая мать Милу, выстрелил в садиста-отца Анзора из револьвера, украденного из подвала дома Джоуи, именно того револьвера, который участвовал в перестрелке с грабителями.
Джоуи раскрывает правду Терезе и говорит, что если полиция или мафия узнает о пропавшем револьвере, то его могут убить. Джоуи спешно заметает улики в доме соседа и в больнице, куда привезли Анзора (ворует отстрелянные пули). Вместе с сыном он едет искать Олега, обещая жене, что вернёт сына, когда они найдут беглеца.
Ник подсказывает отцу, что Олег может быть в парке. Выясняется, что Олег попался в руки бандита-наркомана, который при помощи отобранного револьвера, неудачно пытался ограбить наркоторговцев. Олег — единственный выживший в перестрелке — берёт револьвер и идёт в сторону ночного магазина, где видит сутенёра Лестера, избивающего проститутку Дивайну. Заступившись за неё, он помогает отвлечь внимание Лестера, пока проститутка бьёт его по спине трубой. В знак благодарности Дивайна помогает мальчику купить ингалятор (Олег болен астмой).
В это время Джоуи и его сообщникам Томми и Сэлу назначает встречу детектив Райдел (Чазз Пальминтери) из отдела наркоконтроля. Он знает о перестрелке с грабителями и шантажирует их, требуя передать ему два миллиона долларов в полночь через камеру хранения на автовокзале. Затем Джоуи приезжает на встречу со своим боссом Фрэнки, у которого с братом Анзора Югорского, Иваном, некий совместный проект по бензину. Сообщники начинают постепенно подозревать, из какого пистолета Олег стрелял в своего отца. Также от Фрэнки Джоуи узнаёт, что Анзор считает его тем, кто настроил Олега против него, из-за того, что Анзор занимается изготовлением наркотиков. Фрэнки просит найти мальчишку.
Ник в это время находится в машине и замечает, что Олег и Дивайна заходят в кафе, где проходит встреча Джоуи и Фрэнки. Ник выманивает Олега в туалет, где в одной из кабинок в туалетном бачке они прячут револьвер.
Ник и Джоуи едут в машине, отец просит сына постараться помочь найти его скрывающегося друга, потому что если мафия найдёт его раньше, то Олега убьют. Ник рассказывает отцу, что они только что вместе с Олегом виделись в кафе и тайком спрятали револьвер в туалетном бачке. Они возвращаются в кафе, но револьвера в туалете уже нет. Выясняется, что его нашёл и забрал уборщик Перес Мэнни. Джоуи ворует из картотеки работников его адрес. Тем временем на улице полиция задерживает Олега и Дивайну. По этому случаю Тереза звонит Джоуи и просит привезти сына домой.
В полиции Олега допрашивает детектив Райдел. Пытаясь узнать, где подросток нашёл револьвер и куда он его дел, детектив предлагает подростку отправить отца за решетку, взамен на информацию о револьвере. Олег не говорит правду, рассказывая историю, что якобы нашёл револьвер в школе в шкафчике. Райдел просит Анзора убедить сына, чтобы он признался, что украл пистолет у Джоуи, либо отправит за решётку самого Анзора. Анзор безуспешно пытается уговорить сына, чтобы он сказал ему, где он
вооружился. Подросток прячется от злобного отца в фургоне, владельцами которого являются женатая пара.
Джо привозит сына домой, и едет на поиски Переса Мэнни. От его жены он узнаёт, что Перес — карточный игрок, и получает адрес, по которому его можно найти за игрой в карты. Джоуи едет туда, чтобы наконец-то забрать револьвер. Приехав, он узнаёт, что револьвер только что был проигран в карты, а новый владелец ушёл несколько минут назад. Джоуи испытывает фрустрацию.
Олег в это время находится у женатой пары дома, где ему предлагают сняться в каком-то видео. Понимая, что здесь что-то не так, он просит выйти в туалет, ворует телефон, звонит Терезе, и называет ей местоположение дома, прочитав адрес на баночке с таблетками. Тереза едет выручать Олега. Она приезжает по адресу и разоблачает парочку, которая, как оказалось, промышляет похищениями и убийствами детей. Ей удаётся найти Олега, которого чуть не задушили, в ярости она убивает извращенцев.
Револьвер оказывается у автомеханика Хулио, который продаёт его сутенёру Лестеру — тому самому, от которого Олег помог спастись проститутке Дивайне. Джоуи находит Хулио в автомастерской и выбивает из него информацию, кому тот продал пистолет. Выйдя на след сутенёра и взяв Олега с собой, Джоуи в неподходящий момент встречает сообщников Томми и Села, которые дают понять о том, что знают о хождении револьвера из рук в руки. Тем временем, подходит срок отдать два миллиона долларов детективу Райделу, но бандиты обманывают его, подсунув вместо денег взрывчатку, и шантажист гибнет.
Джоуи и Олега привозят на местный ледовый каток, где собираются люди Фрэнки и Ивана Югорского. Встаёт вопрос: давал ли Джоуи револьвер Олегу, чтобы убить отца или нет. Джоуи начинают пытать, а Олега хотят убить и просят сделать это именно Анзора, но он отказывается и погибает. Джоуи понимает, что Фрэнки не собирается помогать ему выжить и намеренно лжёт, подтверждая, что это он якобы дал револьвер Олегу, чтобы убить Анзора, таким образом внося раздор между Фрэнки и Иваном и провоцируя бойню.
В итоге в перестрелке выживают только Джоуи, Олег и Фрэнки. Джоуи признаётся Фрэнки, что является агентом ФБР под прикрытием уже 12 лет. Информации на Фрэнки и его сообщников собрано достаточно, чтобы всех их посадить в тюрьму (становится ясно, зачем Джоуи складировал пистолеты у себя в подвале), но ФБР нужно было разобраться, зачем он связался с русским. Затем, пользуясь моментом, Джоуи перехватывает дробовик у Фрэнки и убивает его. На место происшествия приезжает полиция.
Джоуи везёт Олега домой, попутно заезжая в кафе, где они встречаются с сутенёром Лестером, который узнаёт Олега и, угрожая тем самым револьвером, пытается убить обоих. Джоуи и Олег выходят из схватки победителями, но Джоуи получает серьёзное ранение в живот. Он наконец-то забирает револьвер, и события сводятся к флешфорваду из начала фильма.
Мать Олега, Мила, считая, что её сына убили, кончает жизнь самоубийством, заодно уничтожая подпольную лабораторию по производству наркотиков. Серьёзно раненый Джоуи и Олег из последних сил добираются до дома.
После похорон (как подразумевается, Джоуи), Тереза, Ник и Олег едут на маленькую ферму, где становится ясно, что Джоуи удалось выжить и его смерть была инсценирована в целях его защиты в качестве тайного сотрудника. Довольный, он идёт играть с подростками в хоккей.

## В ролях
| Актёр                | Роль           |
| -------------------- | -------------- |
| Пол Уокер            | Джоуи Газелл   |
| Кэмерон Брайт        | Олег Югорский  |
| Вера Фармига         | Тереза Газелл  |
| Алекс Нойбергер      | Никки Газелл   |
| Чезз Палминтери      | Райделл        |
| Карел Роден          | Анзор Югорский |
| Джонни Месснер       | Томми          |
| Ивана Миличевич      | Мила Югорская  |
| Майкл Кадлиц         | Сэл            |
| Брюс Олтмен          | Дэз            |
| Элизабет Митчелл     | Эдель          |
| Артур Дж. Наскарелла | Фрэнки Перелло |
| Джон Ноубл           | Иван Югорский  |
| Идалис Делеон        | Дивайна        |
| Дэвид Уоршофски      | Лестер         |
| Джим Туи             | Тони           |
| Томас Розалес мл.    | Хулио          |
| Жан Кохут            | отец Джоуи     |
| Давид Монтейру       | Мэнни          |
| Клара Перес          | Кончита        |
| Эллен Савариа        | медсестра      |

## Музыка

### Running Scared. Score by Mark Isham
Дата выпуска: 14 марта 2006 года
- 01. Running Scared / Main Title (1:33)
- 02. Love On A Washing Machine (1:56)
- 03. The Duke (1:37)
- 04. True Grit / «Get Down!» (5:14)
- 05. Chasing The Bullet (2:23)
- 06. Crack House Cacophony (3:07)
- 07. Sitdown (1:57)
- 08. The Boys Hide The Gun / Nicky Comes Clean (2:57)
- 09. I Belong To Him (1:37)
- 10. Equal Measures (1:13)
- 11. Dez & Edele’s (5:45)
- 12. Fire Fight (1:18)
- 13. A Mother’s Instinct (7:49)
- 14. You’re An American (1:15)
- 15. I Knew This Kid … / The Killing Ground (3:40)
- 16. Nobody Knows Nobody / Priceless / Drive To Brighton Beach (3:57)
- 17. Iced! (11:28)
- 18. Aftermath / Across The Pulaski Skyway (2:10)
- 19. MacDaddy / T, I’m Coming Home (4:21)
- 20. I Was Always The Real Joey (2:43)
- 21. A Family United (:53)
- 22. End Credits (2:17)

### Также звучали
- «Just Like Nelly» в исполнении 2 Da Groove
- «I Should Know» в исполнении Dirty Vegas
- «Сила ума» в исполнении группы Кирпичи
- «Feel tha Steel» в исполнении Mellow Man Ace and Sen Dog
- «Amen» в исполнении El Nuevo Xol
- «Guillotine Tactics» в исполнении Mellow Man Ace feat. B-Real & Profound
- «Tres Besitos» и «Besame» в исполнении Los Cubaztecas Orchestra
- «I Don’t Want to Go Home» в исполнении Southside Johnny and the Asbury Jukes
- «This I$ Hip Hop» в исполнении Tone Brown & Marcus L. Scott

## Критика
Фильм получил смешанные отзывы кинокритиков. На сайте Rotten Tomatoes фильм имеет рейтинг 41 % на основе 130 рецензий со средним баллом 4,6 из 10. На сайте Metacritic фильм имеет оценку 41 из 100 на основе 30 рецензий критиков, что соответствует статусу «смешанные или средние отзывы».